# Tour della nazionale maschile di rugby a 15 del Galles 1999
Tra le due edizioni del 1995 e 1999 della coppa del Mondo di rugby, la nazionale gallese di rugby a 15 si reca varie volte in tour oltremare.
Nel 1999 si reca in Argentina
| Buenos Aires 29 maggio 1999 | Buenos Aires | 31 – 29 | Galles XV |  |

| Tucuman 1º giugno 1999 | Tucuman | 44 – 69 | Galles XV |  |

| Buenos Aires 5 giugno 1999 | Argentina | 26 – 36 | Galles | Etcheverry |

| Rosario 8 giugno 1999 | Argentina A | 47 – 34 | Galles XV |  |

| Buenos Aires 12 giugno 1999 | Argentina | 16 – 23 | Galles | Etcheverry |